# San Martino de Mardonis
San Martino de Mardonis, även benämnd San Martino de Cardonis, var en kyrkobyggnad i Rom, helgad åt den helige Martin av Tours. Kyrkans ungefärliga läge var mellan Domitianus stadion och Terme Alessandrine vid dagens Via di Sant'Agostino och Via di Santa Giovanna d'Arco i Rione Sant'Eustachio. Tillnamnet ”Mardonis” kommer av den person som grundade kyrkan – dominus Mardo (dokumenterad år 1158), som var protoscriniarius och domare (latin: iudex).
Kyrkan nämns i en bulla, promulgerad år 1186 av påve Urban III och uppräknas där bland filialerna till församlingskyrkan San Lorenzo in Damaso.
Kyrkan San Martino de Mardonis revs i slutet av 1500-talet eller i början av 1600-talet.

## Omnämningar i kyrkoförteckningar
| Katalog                   | År         | Benämning                           |
| ------------------------- | ---------- | ----------------------------------- |
| Il Catalogo Parigino      | cirka 1230 | s. Martinus a Domo Mardonis         |
| Il Catalogo di Torino     | cirka 1320 | Ecclesia sancti Martini de Mardonis |
| Il Catalogo del Signorili | cirka 1425 | sci. Martini de Mardonibus          |